# Jill Baijings
Jill Johanna Wilhelmina Baijings (Terheijden, 23 febbraio 2001) è una calciatrice olandese, centrocampista offensiva dell'Aston Villa, in prestito dal Bayern Monaco, e della nazionale olandese.

## Carriera

### Nazionale
Baijings inizia ad essere convocata dalla Federcalcio olandese nel 2015, inizialmente per vestire la maglia della formazione under 15, per lei 8 presenze fino al 2016, passando un anno più tardi alla Under-16, formazione con la quale disputa la Nordic Cup 2016 e accumulando con queste ultime un totale di 6 presenze.
Sempre nel 2016 arriva la prima convocazione per un torneo ufficiale UEFA, chiamata in occasione delle qualificazioni all'Europeo della Repubblica Ceca 2017, condividendo in seguito con le compagne il percorso che vede le Oranje centrare prima l'accesso alla fase finale che mancava dall'edizione 2010 del torneo. Impiegata in tutti i quattro incontri disputati dalla squadra, dopo aver concluso al primo posto il gruppo B nella fase a gironi, il percorso termina alle semifinali, dove le olandesi vengono sconfitte 2-0 dalla Spagna.
A inizio 2019 marca la sua prima presenza in under 19, chiamata in occasione del Torneo di La Manga scendendo in campo nell'incontro con la Cina del 28 febbraio, vinto per 2-1, rilevando Janou Levels al 65'. Riconfermata in rosa, disputa sia la fase élite di qualificazioni che la fase finale dell'Europeo di Scozia 2019, dove siglando 2 reti su 6 incontri condivide con le compagne il percorso che vede la sua nazionale giungere alle semifinali, per poi essere eliminate dalla Germania vincitrice per 3-1, segnando l'unico centro della partita per le Oranje. Dopo allora Baijings viene impiegata, oltre ad alcune altre amichevoli, anche per la prima fase di qualificazione al successivo Europeo di Georgia 2020, tuttavia a causa della Pandemia di COVID-19 la federazione europea decise, comunicandolo il 1º aprile 2020, di annullare il torneo prima dell'inizio della fase élite, riuscendo comunque a disputare nuovamente due incontri del Torneo di La Manga 2020, vincendo il secondo 5-2 sulle pari età della Polonia dell'8 marzo, incontro che è anche l'ultimo giocato da Baijings indossando la maglia dell'Under-19, collocandosi con 33 reti segnate su 38 incontri al vertice della classifica di tutti i tempi per quanto riguarda presenze e marcature della formazione giovanile olandese.
Nel marzo 2021 viene data la comunicazione della sua prima convocazione in nazionale maggiore, chiamata dal ct Sarina Wiegman, tuttavia per scendere in campo per la prima volta deve attendere ancora qualche mese, dopo l'avvicendamento sulla panchina da parte di Andries Jonker, debuttando il 22 ottobre a Larnaca, in occasione della netta vittoria per 8-0 su Cipro, incontro valido per la qualificazione, nel gruppo C della zona UEFA, al Mondiale di Australia e Nuova Zelanda 2023. Jonker continua poi a darle fiducia inserendola nella lista delle 23 calciatrici in partenza per il mondiale, torneo dove marca una presenza nell'incontro degli ottavi di finale vinto per 2-0 sul Sudafrica, per poi convocarla durante la fase a gironi della UEFA Women's Nations League 2023-2024 e le qualificazioni allEuropeo di Svizzera 2025.

## Statistiche

### Presenze e reti nei club
Statistiche aggiornate al 3 giugno 2025.
| Stagione         | Squadra          | Campionato       | Campionato | Campionato | Coppe nazionali | Coppe nazionali | Coppe nazionali | Coppe continentali | Coppe continentali | Coppe continentali | Altre coppe | Altre coppe | Altre coppe | Totale | Totale |
| Stagione         | Squadra          | Comp             | Pres       | Reti       | Comp            | Pres            | Reti            | Comp               | Pres               | Reti               | Comp        | Pres        | Reti        | Pres   | Reti   |
| ---------------- | ---------------- | ---------------- | ---------- | ---------- | --------------- | --------------- | --------------- | ------------------ | ------------------ | ------------------ | ----------- | ----------- | ----------- | ------ | ------ |
| 2019-2020        | Heerenveen       | ED               | 12         | 0          | CO              | ?               | ?               | -                  | -                  | -                  | -           | -           | -           | 12+    | 0+     |
| 2020-2021        | SGS Essen        | BL               | 22         | 2          | CG              | 1               | 0               | -                  | -                  | -                  | -           | -           | -           | 23     | 2      |
| 2021-2022        | SGS Essen        | BL               | 21         | 1          | CG              | 3               | 0               | -                  | -                  | -                  | -           | -           | -           | 24     | 1      |
| Totale SGS Essen | Totale SGS Essen | Totale SGS Essen | 43         | 3          | -               | 4               | 0               | -                  | -                  | -                  | -           | -           | -           | 47     | 3      |
| 2022-2023        | Bayer Leverkusen | BL               | 22         | 7          | CG              | 2               | 0               | -                  | -                  | -                  | -           | -           | -           | 24     | 7      |
| 2023-2024        | Bayern Monaco    | BL               | 14         | 0          | CG              | 4               | 1               | UWCL               | 1                  | 0                  | -           | -           | -           | 4      | 0      |
| 2024-2025        | Aston Villa      | WSL              | 12         | 0          | CI              | 3               | 1               | -                  | -                  | -                  | CL          | 0           | 0           | 15     | 1      |
| Totale carriera  | Totale carriera  | Totale carriera  | 103        | 10         | -               | 13+             | 2+              | -                  | 1                  | 0                  | -           | -           | -           | 117+   | 12+    |

### Cronologia presenze e reti in nazionale
| Cronologia completa delle presenze e delle reti in nazionale ― Paesi Bassi | Cronologia completa delle presenze e delle reti in nazionale ― Paesi Bassi | Cronologia completa delle presenze e delle reti in nazionale ― Paesi Bassi | Cronologia completa delle presenze e delle reti in nazionale ― Paesi Bassi | Cronologia completa delle presenze e delle reti in nazionale ― Paesi Bassi | Cronologia completa delle presenze e delle reti in nazionale ― Paesi Bassi | Cronologia completa delle presenze e delle reti in nazionale ― Paesi Bassi | Cronologia completa delle presenze e delle reti in nazionale ― Paesi Bassi |
| Data                                                                       | Città                                                                      | In casa                                                                    | Risultato                                                                  | Ospiti                                                                     | Competizione                                                               | Reti                                                                       | Note                                                                       |
| -------------------------------------------------------------------------- | -------------------------------------------------------------------------- | -------------------------------------------------------------------------- | -------------------------------------------------------------------------- | -------------------------------------------------------------------------- | -------------------------------------------------------------------------- | -------------------------------------------------------------------------- | -------------------------------------------------------------------------- |
| 22-10-2021                                                                 | Larnaca                                                                    | Cipro                                                                      | 0 – 8                                                                      | Paesi Bassi                                                                | Qual. Mondiali 2023                                                        | -                                                                          | 67’                                                                        |
| 29-11-2021                                                                 | L'Aia                                                                      | Paesi Bassi                                                                | 0 – 0                                                                      | Giappone                                                                   | Amichevole                                                                 | -                                                                          |                                                                            |
| 19-2-2022                                                                  | Le Havre                                                                   | Finlandia                                                                  | 0 – 3                                                                      | Paesi Bassi                                                                | Tournoi de France                                                          | -                                                                          |                                                                            |
| 22-2-2022                                                                  | Le Havre                                                                   | Francia                                                                    | 3 – 1                                                                      | Paesi Bassi                                                                | Tournoi de France                                                          | -                                                                          | 76’                                                                        |
| 11-11-2022                                                                 | Utrecht                                                                    | Paesi Bassi                                                                | 4 – 0                                                                      | Costa Rica                                                                 | Amichevole                                                                 | -                                                                          | 46’                                                                        |
| 15-11-2022                                                                 | Zwolle                                                                     | Paesi Bassi                                                                | 2 – 0                                                                      | Danimarca                                                                  | Amichevole                                                                 | -                                                                          | 46’                                                                        |
| 21-2-2023                                                                  | Ta' Qali                                                                   | Austria                                                                    | 0 – 4                                                                      | Paesi Bassi                                                                | Amichevole                                                                 | -                                                                          | 87’                                                                        |
| 6-8-2023                                                                   | Sydney                                                                     | Paesi Bassi                                                                | 2 – 0                                                                      | Sudafrica                                                                  | Mondiali 2023 - Ottavi di finale                                           | -                                                                          | 90+2’                                                                      |
| Totale                                                                     |                                                                            | Presenze                                                                   | 8                                                                          |                                                                            | Reti                                                                       | 0                                                                          |                                                                            |

## Palmarès

### Club
- Campionato tedesco: 1

Bayern Monaco: 2023-2024